# Pseudopyrausta acutangulalis
Pseudopyrausta acutangulalis är en fjärilsart som beskrevs av Pieter Cornelius Tobias Snellen 1875. Pseudopyrausta acutangulalis ingår i släktet Pseudopyrausta och familjen Crambidae. Inga underarter finns listade i Catalogue of Life.